# Педерсен, Мадс Брандт
Мадс Брандт Педерсен (дат. Mads Brandt Pedersen; род. 4 июля 1996) — датский гребец на байдарках, двукратный чемпион мира, призёр чемпионатов мира и Европы.

## Карьера
На чемпионате мира 2021 года в Копенгагене завоевал бронзовую медаль на 5000 метров в классе байдарок-одиночек. В 2023 году, в Дуйсбурге, на чемпионате мира стал чемпионом.
В июне 2024 года, на чемпионате Европы в венгерском Сегеде, стал обладателем бронзовой медали на дистанции 5000 метров в байдарках-одиночках.
В Самарканде, на чемпионате мира 2024 года, который состоялся сразу же после Олимпийских игр, Мадс в байдарках-одиночках на дистанции 5000 метров завоевал золотую медаль, став двукратным чемпионом мира.
В 2025 году на чемпионате Европы в Рачице на дистанции 5000 метров на байдарках-одиночках завоевал бронзовую медаль.